# Hartley Castle

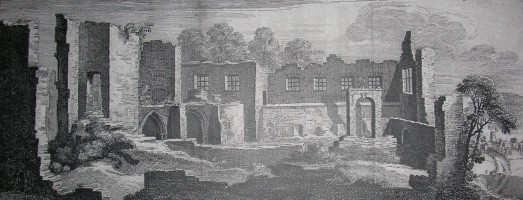
Eine Gravierung von Samuel und Nathaniel Buck aus dem Jahre 1739. Sie zeigt die Ruinen von Hartley Castle.

Hartley Castle ist eine Burgruine in der Nähe des Marktes Kirkby Stephen in der englischen Grafschaft Cumbria.

## Geschichte
Die Krone konfiszierte die Grundherrschaft um 1315 von Roger de Clifford und vergab sie an Andrew de Harcla (anglisiert Andrew de Harclay oder Hartley). Der Name „Harcla“ soll aus dem Altenglischen stammen und „harter Grund“ bedeuten. Dies könnte sich auf den Felsvorsprung beziehen, auf dem die Burg im Eden-Tal errichtet wurde.
Das bereits existierende Herrenhaus ließ de Harcla vor 1323 befestigen; in diesem Jahr wurde de Harcla wegen angeblicher Heimlichkeiten mit König Robert the Bruce von Schottland von König Eduard II. zum Hängen, Ausweiden und Vierteilen verurteilt und verlor sein Earldom und seine Ländereien. Beides wurde Ralph de Neville verliehen, der später das Anwesen verkaufte. Es ging durch die Hände dreier anderer Eigner und landete schließlich bei Thomas de Musgrave, der am 4. Oktober 1353 von König Eduard III. eine Erlaubnis der Befestigung (engl. „Licence to Crenellate“) erhielt:

„mansum manerii […] Harcla quod prope Marchiam Scociae situatur et per Scotos inimicos nostros saepius ante haec tempora combustum extitit et destructum“

Dies bedeutet, dass die Befestigung benötigt wurde, weil

„Harcla in der Nähe der Scottish Marches liegt und weil unser Feind, die Schotten, es oft niedergebrannt und zerstört haben.“

Im 17. Jahrhundert wurde die Burg durch Anbau von zwei Flügeln 1615 weiter ausgebaut, dann aber um 1677 aufgegeben. Thomas Machel besuchte die Burg 1677 und beschrieb sie als:

„[…] ein elisabethanisches Bauwerk, das aus einem inneren Vierseithof, der von Gebäuden umgeben ist, und einem äußeren Hof nördlich davon, der durch eine hohe, dicke Kurtine geschützt wird, besteht. Zum Eingang gelangte man von der Straße aus durch ein Tor am oberen Ende einer Treppenflucht. Direkt gegenüber öffnete sich ein Durchgangsbogen in den inneren Hof; auf der linken oder Ostseite lagen die Küche und die Speisekammer, sowie etwas weiter entfernt der Rittersaal, den man über eine Außentreppe vom Hof aus erreichen konnte; das südliche Ende war mit einer Kapelle und Salons belegt und auf der Westseite gab es eine Lange Galerie, die durch einen Erker zum Vierseithof belichtet wurde.“

Eine weitere Zeichnung von 1692 zeigt eine dicke, hohe Kurtine, die einen quadratischen, äußeren Hof umschließt, und einen inneren Hof, der von drei- oder vierstöckigen Gebäuden umgeben ist. Das Bild am Beginn des Artikels zeigt die Überreste der Burg am Beginn des 18. Jahrhunderts. Sie wurde zwischen 1704 und 1744 abgerissen, um Bausteine zu gewinnen, die für die Reparatur von Edenhall genutzt wurden.

## Heute

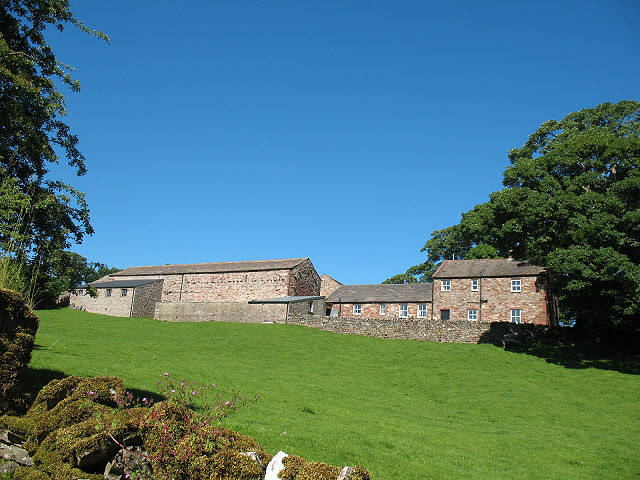
Das Gelände des ehemaligen Hartley Castle heute.

Außer wenigen Erdwerken, einiger weniger Meter Mauerwerk und einer Treppe in den Gewölbekeller der ehemaligen Küche ist nichts mehr von der Burg erhalten. Derzeit stehen ein Bauernhof vom Ende des 18. Jahrhunderts und einige Nebengebäude auf dem Gelände.